# 葉什勒池
葉什勒池（Lake Yashilkul），原名伊西洱庫爾淖爾，一譯雅什库勒湖，是位於帕米爾群山中一个高原湖泊，在塔吉克斯坦戈尔诺-巴达赫尚自治州穆尔加布区西南部。湖泊面积36.1平方公里，海拔3734米，最深处50米。阿尔楚尔河自東流入此湖，贡特河由湖西流出。湖水出口处建有帕米尔1号水电站，装机容量2.8万千瓦。

## 地理
叶什勒池位于阿爾楚爾谷地之中，屬八帕中的阿爾楚爾帕米爾。叶什勒池两岸山体陡峭，其成因可能为地震造成山体塌陷，阻塞阿尔楚尔河，从而形成堰塞湖，与其北面不远处的萨雷兹湖类似。《大清一統志》形容其“水勢深廣，萬山環繞”。

## 历史
明代永樂年間出使西域的陳誠《竹山集》中有詩“亦息渴兒”，可能為“伊西洱庫爾”之對音。清代最初稱葉什勒池為“伊西洱庫爾淖爾”。乾隆二十四年（1759年），定邊右副將軍富德、參贊大臣阿里衮在此湖畔追擊大小和卓波羅尼都、霍集占，史稱“伊西洱庫爾淖爾之戰”。大小和卓之亂平定後，乾隆皇帝令人立碑於湖東，碑上以滿、漢、維吾爾三種文字刻御撰碑文，即“御製平定回部伊西洱庫爾淖爾勒銘碑”，俗稱“乾隆紀功碑”。立碑處被稱作蘇滿或蘇滿塔什，即清代文獻中的葉什勒庫勒，清軍在此處建造房屋、石廟駐守。
乾隆後期或嘉慶時，伊西洱庫爾淖爾改稱葉什勒池，屬新疆喀什噶爾地界。光緒中新疆建省，都司銜旗官張鴻疇於蘇滿設置卡倫駐防。光緒十八年（1892年），俄國土尔克斯坦总督区主力營上校揚諾夫率軍強佔包括葉什勒池在內的帕米爾地區。清廷對此未予承認。乾隆紀功碑被俄國人斫為兩段，後運往塔什干的博物館，附屬建築被拆毀。碑座現存於塔吉克斯坦霍羅格的博物館庫房。

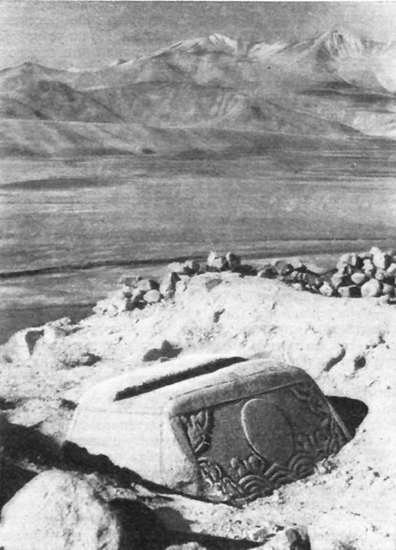
19世紀殘存的乾隆紀功碑碑座，雕刻圖案為日出東海，與昭蘇縣格登山平定準噶爾勒銘碑相同